# 킹덤 센터
킹덤 센터(아랍어: مركز المملكة)는 사우디아라비아 리야드에 위치한 마천루이다. 높이는 302.3m로, 사우디아라비아에서 아브라즈 알 바이트, 부르즈 라팔 다음으로 제일 높은 건물이다.